# Marcalgergelyi
Marcalgergelyi è un comune dell'Ungheria di 450 abitanti (dati 2001). È situato nella contea di Veszprém.